# L'Ange de la vengeance
Pour plus de détails, voir Fiche technique et Distribution.
L'Ange de la vengeance (Ms .45) est un thriller d'exploitation américain, réalisé par Abel Ferrara, sorti en 1981.
Inspiré par des films comme Crime à froid, Un justicier dans la ville ou Taxi Driver, ce rape and revenge raconte l'histoire de Thana, une jeune femme muette qui devient une tueuse à la chaîne après avoir été violée deux fois en une journée. Le film est généralement considéré parmi ses fans comme un film underground et indépendant,.

## Synopsis
Thana est muette et couturière dans un atelier de confection du Garment District, de New York, en compagnie d'autres jeunes femmes. Elle est très jolie et son handicap n'empêche pas son patron de la draguer. En rentrant chez elle, elle est attirée par un braqueur avec un masque de clown dans une ruelle. Il la viole. Thana retourne chez elle. Un cambrioleur est en train de visiter son appartement. Il la viole à son tour. Thana — dont le nom fait allusion à Thanatos, le dieu grec de la mort— frappe ce deuxième agresseur avec un presse-papier en verre, puis le tue avec un fer à repasser et le découpe en morceaux. Dès lors, Thana se met à assassiner avec un calibre .45. tous les hommes qui tentent de l'approcher tout en affichant une sexualité agressive.

## Fiche technique
Sauf indication contraire, les informations mentionnées dans cette section peuvent être confirmées par la base de données cinématographiques IMDb,  présente dans la section « Liens externes ».
- Titre français : L'Ange de la vengeance
- Titre original : Ms .45
- Réalisation : Abel Ferrara
- Scénario : Nicolas St. John
- Musique : Joe Delia
- Photographie : James Lemmo (en)
- Montage : Christopher Andrews
- Production : Richard Howorth, Mary Kane, Rochelle Weisberg
- Société de production : Navaron Films
- Pays :  États-Unis
- Langue : anglais
- Format : Couleurs - 1,37:1 - Mono - 35 mm
- Genre : thriller, drame
- Durée : 80 minutes
- Budget de production : 62 000 dollars américains
- Dates de sortie en salles :
  - France : 18 août 1982
  - États-Unis : 24 avril 1981
- Film interdit aux moins de 12 ans lors de sa sortie en salles en France.

## Distribution
- Zoë Lund : Thana [n 1]
- Albert Sinkys (VF : Michel Paulin) : Albert
- Editta Sherman (VF : Nicole Vervil) : Mme Nasone
- Darlene Stuto (VF : Anne Kerylen) : Laurie
- Helene McGara (VF : Joëlle Fossier) : Carol
- Nike Zachmanoglou : Pamela
- Stephen Singer (VF : Daniel Russo) : Rich Volk (non crédité)
- Jack Thibeau (VF : Jacques Richard) : l'homme du bar
- Peter Yellen : le cambrioleur/le second violeur
- Stanley Timms (VF : Serge Sauvion) : le proxénète
- Faith Peters : la prostituée
- Abel Ferrara : le premier violeur au masque de clown[n 2]
- Lawrence Zavaglia : l'Arabe

## Distinctions
- Entre 1981 et 1982, L'Ange de la vengeance a été sélectionné deux fois dans divers catégories et n'a remporté aucune récompenses[4].

### Récompenses et nominations
| Année | Cérémonie                                                     | Prix                                                       | Lauréat                |
| ----- | ------------------------------------------------------------- | ---------------------------------------------------------- | ---------------------- |
| 1981  | Académie des films de science-fiction, fantastique et horreur | Nomination du Saturn Award du meilleur film à petit budget | L'Ange de la vengeance |
| 1982  | Festival international du film fantastique d'Avoriaz          | Nomination du Grand Prix                                   | Abel Ferrara           |

## Dans la culture populaire
Dans le sixième épisode de la première saison de la série américaine Euphoria, le personnage de Kat, interprétée par Barbie Ferreira, se déguise en Thana pour Halloween.